# Natação nos Jogos Olímpicos de Verão de 2012 - 100 m costas masculino
A competição dos 100 metros costas masculino da natação nos Jogos Olímpicos de Verão de 2012 foi disputada nos dias 29 e 30 de julho no Centro Aquático de Londres.

## Medalhistas
| Ouro   | USA Matt Grevers |
| Prata  | USA Nick Thoman  |
| Bronze | JPN Ryosuke Irie |

## Recordes
Antes desta competição, os recordes mundiais e olímpicos da prova eram os seguintes:
| Tipo | Atleta        | Tempo | Local        | Data                 |
| ---- | ------------- | ----- | ------------ | -------------------- |
|      | Aaron Peirsol | 51.94 | Indianápolis | 8 de julho de 2009   |
|      | Aaron Peirsol | 52.54 | Pequim       | 12 de agosto de 2008 |

Os seguintes recordes mundiais ou olímpicos foram estabelecidos durante esta competição:
| Data        | Evento | Atleta           | Tempo | Notas            |
| ----------- | ------ | ---------------- | ----- | ---------------- |
| 30 de julho | Final  | USA Matt Grevers | 52.16 | Recorde olímpico |

## Resultados

### Eliminatórias
| Pos. | Elim. | Raia | Nadador                 | CON                   | Tempo | Notas            |
| ---- | ----- | ---- | ----------------------- | --------------------- | ----- | ---------------- |
| 1    | 6     | 4    | Matt Grevers            | USA Estados Unidos    | 52.92 | Q                |
| 2    | 6     | 2    | Cheng Feiyi             | CHN China             | 53.22 | Q,               |
| 3    | 4     | 4    | Nick Thoman             | USA Estados Unidos    | 53.48 | Q                |
| 4    | 5     | 4    | Camille Lacourt         | FRA França            | 53.51 | Q                |
| 5    | 6     | 5    | Ryosuke Irie            | JPN Japão             | 53.56 | Q                |
| 6    | 6     | 7    | Nick Driebergen         | NED Países Baixos     | 53.62 | Q,               |
| 7    | 4     | 5    | Helge Meeuw             | GER Alemanha          | 53.83 | Q                |
| 8    | 5     | 5    | Liam Tancock            | GBR Grã-Bretanha      | 53.86 | Q                |
| 9    | 6     | 6    | Hayden Stoeckel         | AUS Austrália         | 53.88 | Q                |
| 10   | 4     | 2    | Vladimir Morozov        | RUS Rússia            | 54.01 | WD               |
| 10   | 5     | 2    | Arkady Vyatchanin       | RUS Rússia            | 54.01 | Q                |
| 12   | 5     | 3    | Jan-Philip Glania       | GER Alemanha          | 54.07 | Q                |
| 13   | 5     | 8    | Charles Francis         | CAN Canadá            | 54.08 | Q                |
| 14   | 6     | 3    | Gareth Kean             | NZL Nova Zelândia     | 54.26 | Q                |
| 15   | 6     | 1    | Daniel Arnamnart        | AUS Austrália         | 54.28 | Q                |
| 16   | 4     | 3    | Aschwin Wildeboer Faber | ESP Espanha           | 54.32 | Q                |
| 17   | 5     | 6    | Aristeidis Grigoriadis  | GRE Grécia            | 54.52 | Q                |
| 18   | 3     | 1    | Pavel Sankovich         | BLR Bielorrússia      | 54.53 | Recorde nacional |
| 19   | 3     | 5    | Mirco Di Tora           | ITA Itália            | 54.70 |                  |
| 20   | 3     | 7    | Chris Walker-Hebborn    | GBR Grã-Bretanha      | 54.78 |                  |
| 21   | 3     | 4    | He Jianbin              | CHN China             | 54.81 |                  |
| 22   | 3     | 3    | Richárd Bohus           | HUN Hungria           | 54.84 |                  |
| 23   | 4     | 6    | Bastiaan Lijesen        | NED Países Baixos     | 54.88 |                  |
| 24   | 4     | 1    | Yakov-Yan Toumarkin     | ISR Israel            | 54.91 |                  |
| 25   | 4     | 7    | Juan Miguel Rando       | ESP Espanha           | 54.93 |                  |
| 26   | 3     | 8    | Lavrans Solli           | NOR Noruega           | 55.00 |                  |
| 27   | 5     | 1    | Marcin Tarczyński       | POL Polônia           | 55.06 |                  |
| 28   | 4     | 8    | Daniel Orzechowski      | BRA Brasil            | 55.16 |                  |
| 29   | 2     | 8    | George Bovell           | TRI Trinidad e Tobago | 55.22 | Recorde nacional |
| 30   | 3     | 2    | Mathias Gydesen         | DEN Dinamarca         | 55.31 |                  |
| 31   | 5     | 7    | Benjamin Stasiulis      | FRA França            | 55.36 |                  |
| 32   | 2     | 5    | Omar Pinzón             | COL Colômbia          | 55.37 |                  |
| 33   | 6     | 8    | Charl Crous             | RSA África do Sul     | 55.37 |                  |
| 34   | 2     | 1    | Pedro Medel             | CUB Cuba              | 55.40 | Recorde nacional |
| 35   | 2     | 2    | Oleksandr Isakov        | UKR Ucrânia           | 55.43 |                  |
| 36   | 2     | 7    | Park Seon-Kwan          | KOR Coreia do Sul     | 55.51 |                  |
| 37   | 3     | 6    | Daniel Bell             | NZL Nova Zelândia     | 55.53 |                  |
| 38   | 2     | 4    | Alexandr Tarabrin       | KAZ Cazaquistão       | 55.55 |                  |
| 39   | 2     | 6    | I Gede Siman Sudartawa  | INA Indonésia         | 55.99 |                  |
| 40   | 1     | 4    | Bradley Ally            | BAR Barbados          | 56.27 |                  |
| 41   | 2     | 3    | Federico Grabich        | ARG Argentina         | 56.56 |                  |
| 42   | 1     | 5    | Heshan Unamboowe        | SRI Sri Lanka         | 57.94 |                  |
| 43   | 1     | 3    | Zane Jordan             | ZAM Zâmbia            | 58.77 |                  |

### Semifinal

#### Semifinal 1
| Pos. | Raia | Nadador                | CON               | Tempo | Notas |
| ---- | ---- | ---------------------- | ----------------- | ----- | ----- |
| 1    | 5    | Camille Lacourt        | FRA França        | 53.03 | Q     |
| 2    | 6    | Liam Tancock           | GBR Grã-Bretanha  | 53.25 | Q     |
| 3    | 4    | Cheng Feiyi            | CHN China         | 53.50 | Q     |
| 4    | 2    | Arkady Vyatchanin      | RUS Rússia        | 53.79 |       |
| 5    | 3    | Nick Driebergen        | NED Países Baixos | 53.81 |       |
| 6    | 8    | Aristeidis Grigoriadis | GRE Grécia        | 54.20 |       |
| 7    | 7    | Charles Francis        | CAN Canadá        | 54.42 |       |
| 8    | 1    | Daniel Arnamnart       | AUS Austrália     | 54.48 |       |

#### Semifinal 2
| Pos. | Raia | Nadador                 | CON                | Tempo | Notas |
| ---- | ---- | ----------------------- | ------------------ | ----- | ----- |
| 1    | 4    | Matt Grevers            | USA Estados Unidos | 52.66 | Q     |
| 2    | 3    | Ryosuke Irie            | JPN Japão          | 53.29 | Q     |
| 3    | 5    | Nick Thoman             | USA Estados Unidos | 53.47 | Q     |
| 4    | 6    | Helge Meeuw             | GER Alemanha       | 53.52 | Q     |
| 5    | 2    | Hayden Stoeckel         | AUS Austrália      | 53.72 | Q     |
| 6    | 7    | Jan-Philip Glania       | GER Alemanha       | 53.90 |       |
| 7    | 8    | Aschwin Wildeboer Faber | ESP Espanha        | 53.99 |       |
| 8    | 1    | Gareth Kean             | NZL Nova Zelândia  | 54.00 |       |

### Final
| Pos.              | Raia | Nadador         | CON                | Tempo | Notas            |
| ----------------- | ---- | --------------- | ------------------ | ----- | ---------------- |
| Medalha de ouro   | 4    | Matt Grevers    | USA Estados Unidos | 52.16 | Recorde olímpico |
| Medalha de prata  | 2    | Nick Thoman     | USA Estados Unidos | 52.92 |                  |
| Medalha de bronze | 6    | Ryosuke Irie    | JPN Japão          | 52.97 |                  |
| 4                 | 5    | Camille Lacourt | FRA França         | 53.08 |                  |
| 5                 | 3    | Liam Tancock    | GBR Grã-Bretanha   | 53.35 |                  |
| 6                 | 1    | Helge Meeuw     | GER Alemanha       | 53.48 |                  |
| 7                 | 8    | Hayden Stoeckel | AUS Austrália      | 53.55 |                  |
| 8                 | 7    | Cheng Feiyi     | CHN China          | 53.77 |                  |

Legenda
| Recorde mundial      | Recorde mundial (World record)               |                       | Recorde africano                      | Recorde africano (African) |                                           | Q | Classificado por posição (Qualified) |
| Recorde olímpico     | Recorde olímpico (Olympic record)            | Recorde da América    | Recorde da América (Americas)         | q                          | Classificado por melhor tempo (Qualified) |   |                                      |
| Melhor marca do ano  | Melhor marca do ano (World leading)          | Recorde asiático      | Recorde asiático (Asian)              | DNS                        | Não largou (Did not start)                |   |                                      |
| Recorde nacional     | Recorde nacional (National record)           | Recorde europeu       | Recorde europeu (European)            | DNF                        | Não terminou (Did not finish)             |   |                                      |
| Recorde pessoal      | Recorde pessoal do atleta (Personal best)    | Recorde da Oceania    | Recorde da Oceania (Oceania)          | DSQ / DQ                   | Desclassificado (Disqualified)            |   |                                      |
| Recorde da temporada | Recorde da temporada do atleta (Season best) | Recorde sul-americano | Recorde sul-americano (South America) | NM                         | Sem marca (No mark)                       |   |                                      |